# Tempio dell'Agricoltura

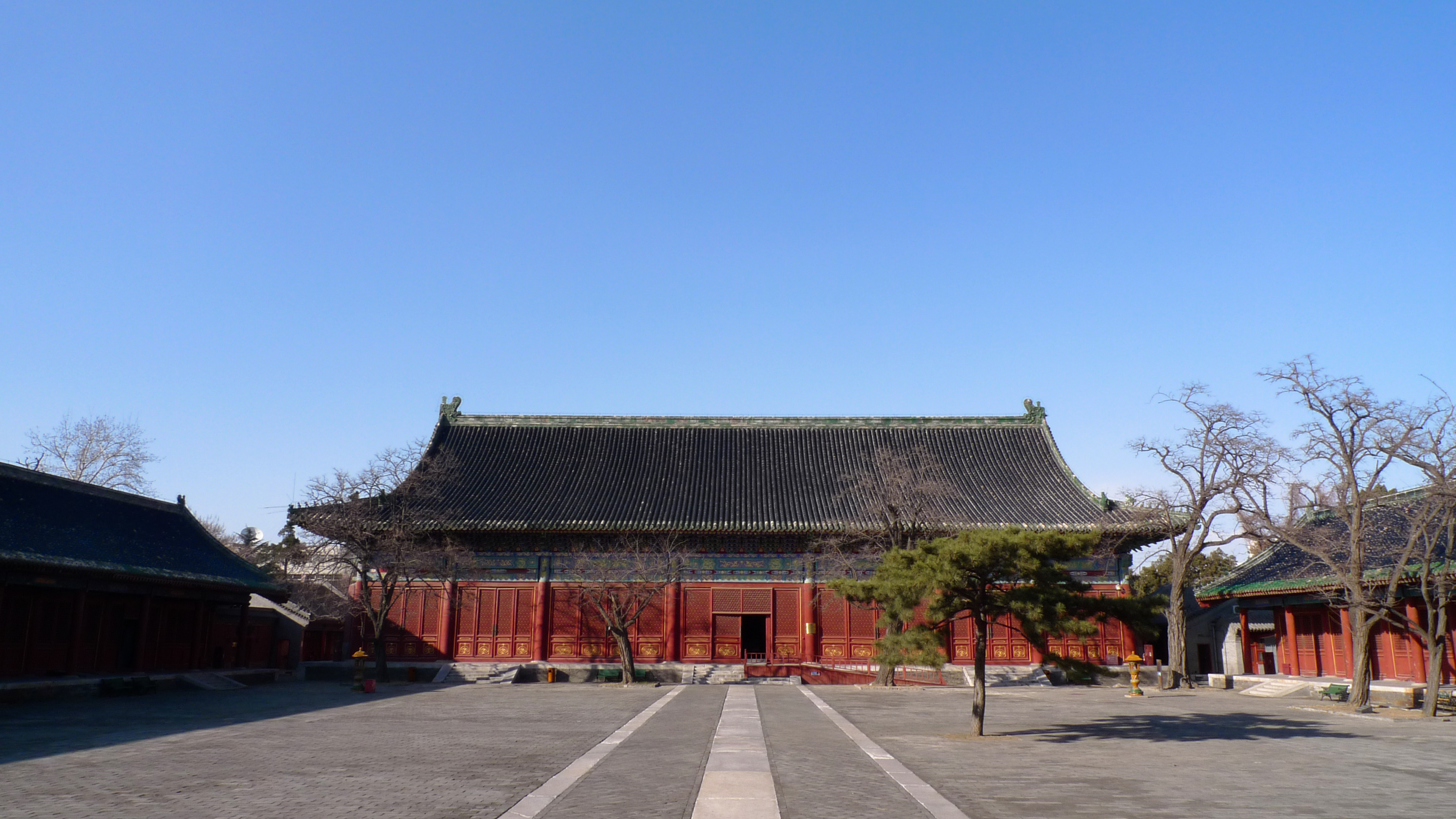
Il Tempio dell'Agricoltura.

Tempio dell'Agricoltura (cinese: 先農壇T, 先农坛S, xiān nóng tánP) anche Altare dell'Agricoltura, o Xiannongtan, è un sito storico nel distretto di Xuanwu di Pechino (Cina) situato vicino al Tempio del Cielo.

## Storia
Il Tempio dell'Agricoltura fu costruito nel 1420 per volontà degli imperatori della dinastia Ming che vi si recavano periodicamente per assolvere sacrifici rituali propiziatori in ragione della natura "celestiale" dell'autocrazia sinica. I successivi monarchi della dinastia Qing mantennero l'usanza.
Il tempio sorse in uno spazio relativamente privo di abitazioni, poi circoscritto nel XVI secolo nella cinta muraria estera di Pechino (la c.d. "Città Esterna"). Originariamente chiamato "Tempio della Montagna e del Fiume" (山川坛S) fu ribattezzato nel 1576 "Tempio dell'Agricoltura" dopo che nel 1531 all'interno del recinto vennero costruiti altri due altari. L'imperatore Qianlong dei Qing operò un restauro delle strutture Ming nel XVIII secolo. Il circondario restò semi-deserto sino al XX secolo tanto che, durante la Ribellione dei Boxer, quivi vennero stanziate le forze lealiste dei "Kansu Braves". Nel 1917, al termine dell'Impero, il tempio venne racchiuso nel c.d. "Parco Pubblico Meridionale della Città" e nel 1926 le mura esterne del complesso furono demolite.
La "Sala Jufu" del tempio fu inclusa nel World Monuments Watch del 1998 dal World Monuments Fund (WMF) quando era in pericolo di crollo e di nuovo nel 2000 insieme al resto del tempio. Nel 1998, la American Express ha fornito finanziamenti tramite WMF per il restauro della struttura. Altre strutture sul sito furono successivamente restaurate con interventi mirati alla stabilizzazione, al trattamento del legno, alla riparazione e conservazione delle piastrelle ed al consolidamento e alla conservazione della decorazione dipinta. Oggi, il sito ha lo status di sito principale protetto a livello nazionale della Cina.

## Descrizione
Come il limitrofo Tempio del Cielo, edificato nel medesimo periodo, il Tempio dell'Agricoltura era delimitato da un doppio perimetro murato, 1400x700m l'esterno e 446x306 l'interno, per un'area complessiva di oltre un milione di metri quadrati. La forma complessiva era quella di un rettangolo con il lato nord arrotondato.
All'interno del recinto si trovavano: 
- cinque edifici - Qingcheng Gong ("Palazzo della Celebrata Realizzazione"), Taisui Dian, Shenchu ("Sacra Cucina"), Shencang ("Sacro Ristoro" - di fatto un vero e proprio magazzino di derrate sacrificali - v. Rituali), Jufu Dian; e
- quattro altari - Guangeng Tai ("Altare dell'Osservazione Agricola"), Xiannong Tan ("Altare dell'Agricoltura"), Tianshen Tan ("Altare per la Dea del Cielo") e Dizhi Tan ("Altare per la Dea della Terra").

La maggior parte delle strutture si trovavano nel recinto mentre Qingcheng Gong, Tianshen Tan e Dizhi Tan erano fuori dal recinto. Di fronte a Guangeng Tai si trovava un vasto spiazzo per ospitare le cerimonie imperiali.

## Rituali
In una data definita in accordo al calendario lunare, l'imperatore si recava al Tempio dell'Agricoltura con un vasto seguito comprendente tutti i ministri. I primi rituali (sacrificali) erano celebrati in onore della Dea di Xiannong presso l'altare Xiannong Tan. L'imperatore si cambiava poi le vesti, dopodiché avrebbe presieduto la Cerimonia dell'Agricoltura presso Jufu Dian. Terminata la cerimonia, l'imperatore si recava poi all'altare Guangeng Tai per riposare e verificare l'operato dei ministri.

I frutti della terra coltivata nei dintorni del tempio erano raccolti in autunno e conservati presso Shencang per essere poi utilizzati durante le cerimonie nei nove templi di Pechino l'anno seguente.